# 麥金托什 (密蘇里州)
麥金托什（英語：McIntosh）是位於美國密蘇里州派克縣的非建制地區。

## 地理
麥金托什所處的海拔為高於海平面156米（即512英呎），而該地所採用的時區為UTC-6，即北美中部時區（CST）。同時該地設有夏令時間，為UTC-6調快一小時，即UTC-5（CDT）。